# 김천 김씨
김천 김씨(金川金氏)는 한국의 성씨이다.
시조 김화는 신라 경순왕의 후손으로, 조선에서 참봉을 지냈다.

## 참고 자료
- “김천김씨(金川金氏)”. 뿌리를 찾아서.[깨진 링크(과거 내용 찾기)]